# Yuri Rybak
Yuri Yakovlevich Rybak –en bielorruso, Юрий Яковлевич Рыбак– (Dziarzhynsk, 6 de marzo de 1979) es un deportista bielorruso que compitió en judo. Ganó dos medallas en el Campeonato Mundial de Judo, plata en 2007 y bronce en 2005, y una medalla de bronce en el Campeonato Europeo de Judo de 2003.

## Palmarés internacional
| Campeonato Mundial | Campeonato Mundial      | Campeonato Mundial | Campeonato Mundial |
| Año                | Lugar                   | Medalla            | Categoría          |
| ------------------ | ----------------------- | ------------------ | ------------------ |
| 2005               | El Cairo (Egipto)       | Medalla de bronce  | Abierta            |
| 2007               | Río de Janeiro (Brasil) | Medalla de plata   | Abierta            |
| Campeonato Europeo |                         |                    |                    |
| Año                | Lugar                   | Medalla            | Categoría          |
| 2003               | Düsseldorf (Alemania)   | Medalla de bronce  | +100 kg            |